# 塩田アダム
塩田 アダム（しおだ あだむ、1998年8月27日 - ）は、日本のジャーナリスト。TBS報道局記者。

## 経歴
1998年、埼玉県出身。聖学院中学校・高等学校卒業。慶應義塾大学法学部政治学科卒業。国際政治学者・細谷雄一の研究会に所属していた。
2021年4月1日、TBSテレビ入社、同期には佐々木舞音、小沢光葵、高柳光希など。
報道局社会部を経て、現在は調査報道ユニット記者として、同局の報道番組やワイドショー等に出演している。
TBS入社前はダンサーとして活動していた。

## エピソード
日本人の父とアメリカ人の母を持ち、英語が堪能。SIMスワップ詐欺の調査報道では現役FBI捜査官にインタビューを行った。
ルフィ広域強盗事件では、実行犯勧誘の現場に潜入し、若者の犯罪に引き込む闇バイトの実態を明らかにした。この事件について「（犯人は）連日報道が続くこの最中でも、いまだに実行犯の募集を続けていると語りました。事件はまだまだ続く可能性があります」とコメントしている。